# Omoda E5
Az Omoda E5 egy akkumulátoros elektromos kompakt Crossover SUV autótípus, amelyet az Omoda autógyártó, a Chery-csoport, az Omoda gyárt 2024-től.

## Története
Az Omoda E5-öt 2023 áprilisában mutatták be. Egyes országokban Omoda 5 néven, míg más országokban Chery Omoda E5 vagy Omoda C5 EV néven melyek egymástól eltérő elülső oldali stílussal rendelkeznek, más tervezési változtatásokkal együtt. A Chery márkanév nélkül árusított változatokon nincs Chery logó és márkajelzés. Először 2024 februárjában kezdték árulni Indonéziában Omoda E5 néven.

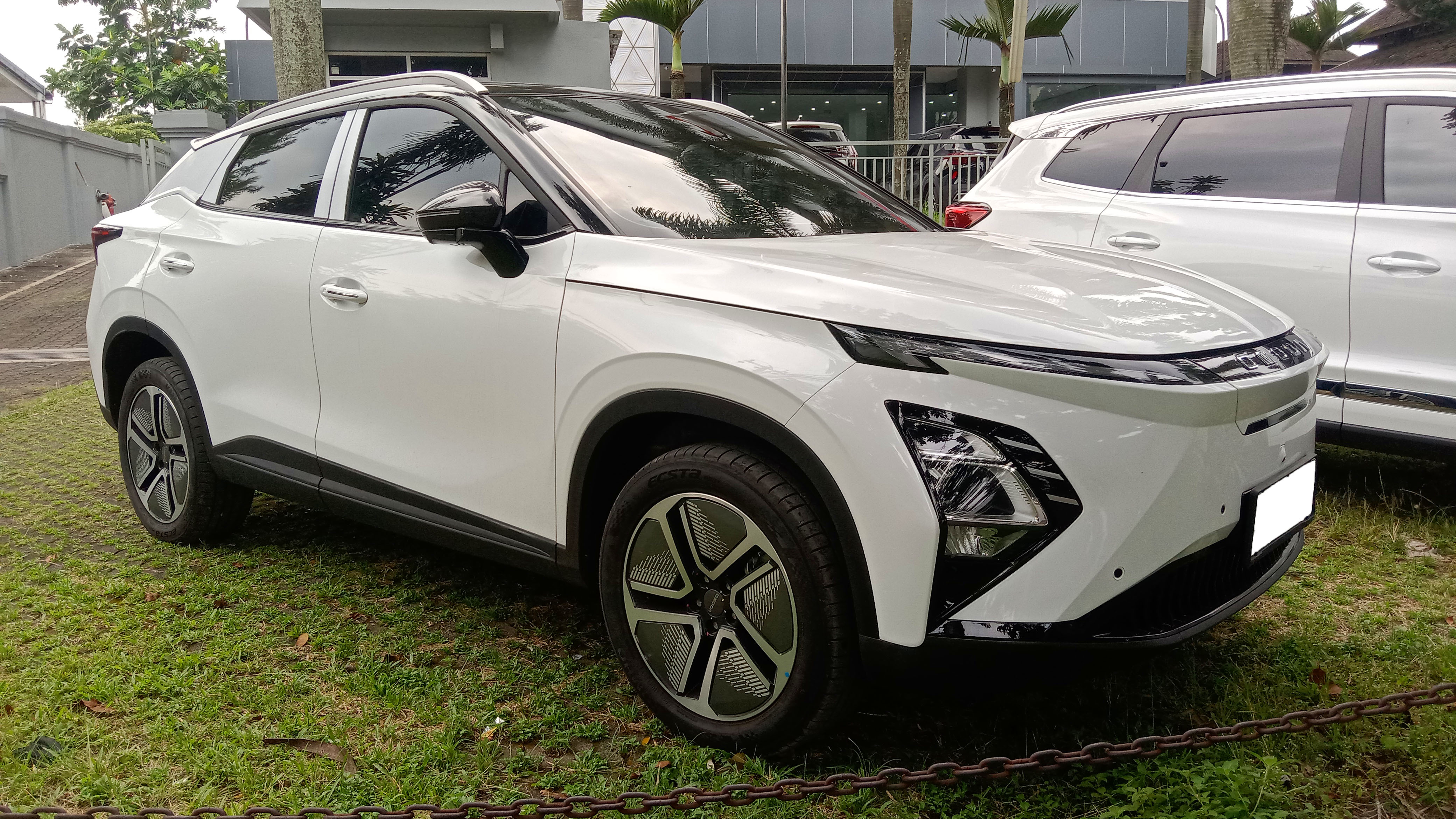
Elölnézetből
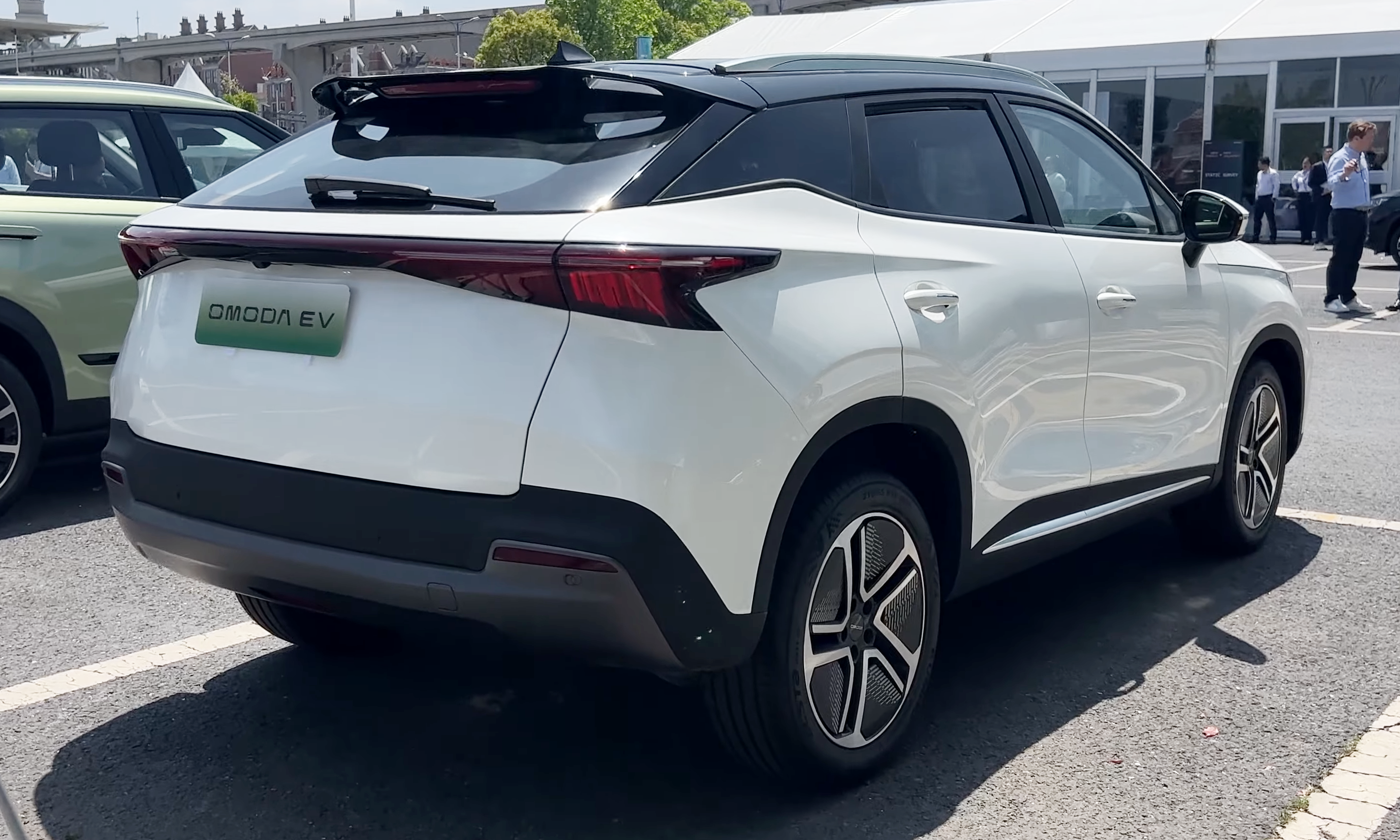
Hátulnézetből
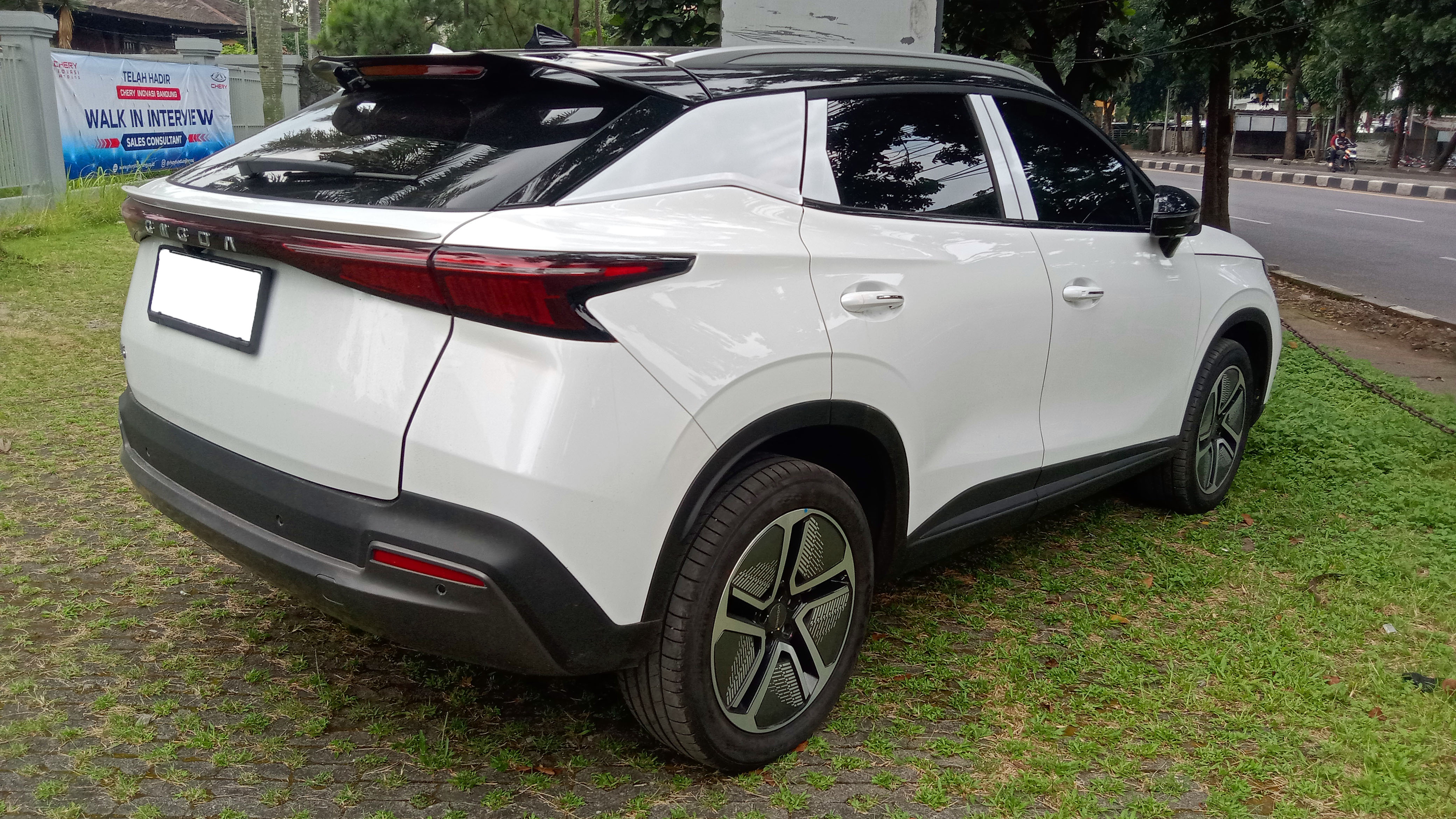
Hátulnézetből
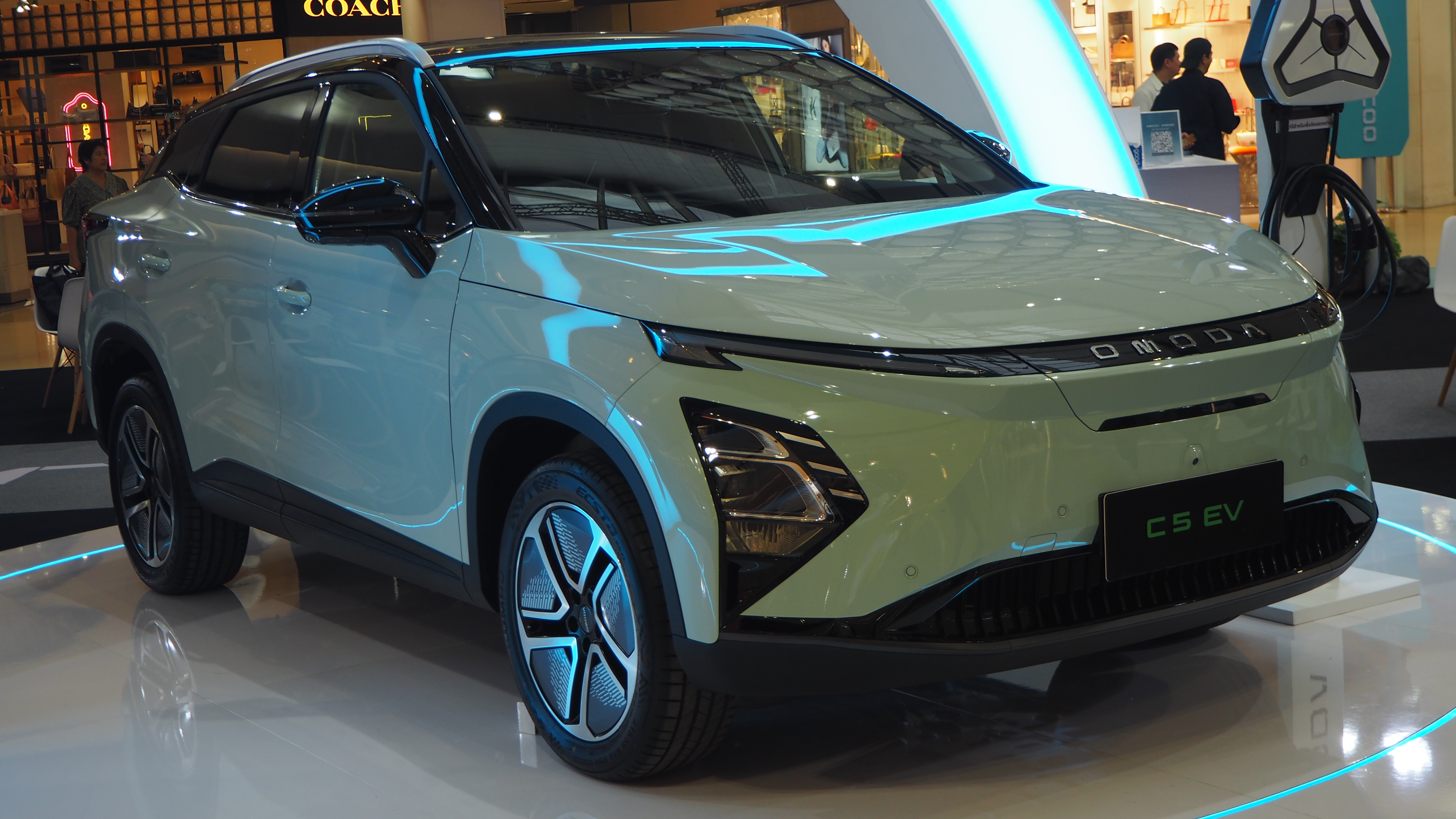
Elölnézetből
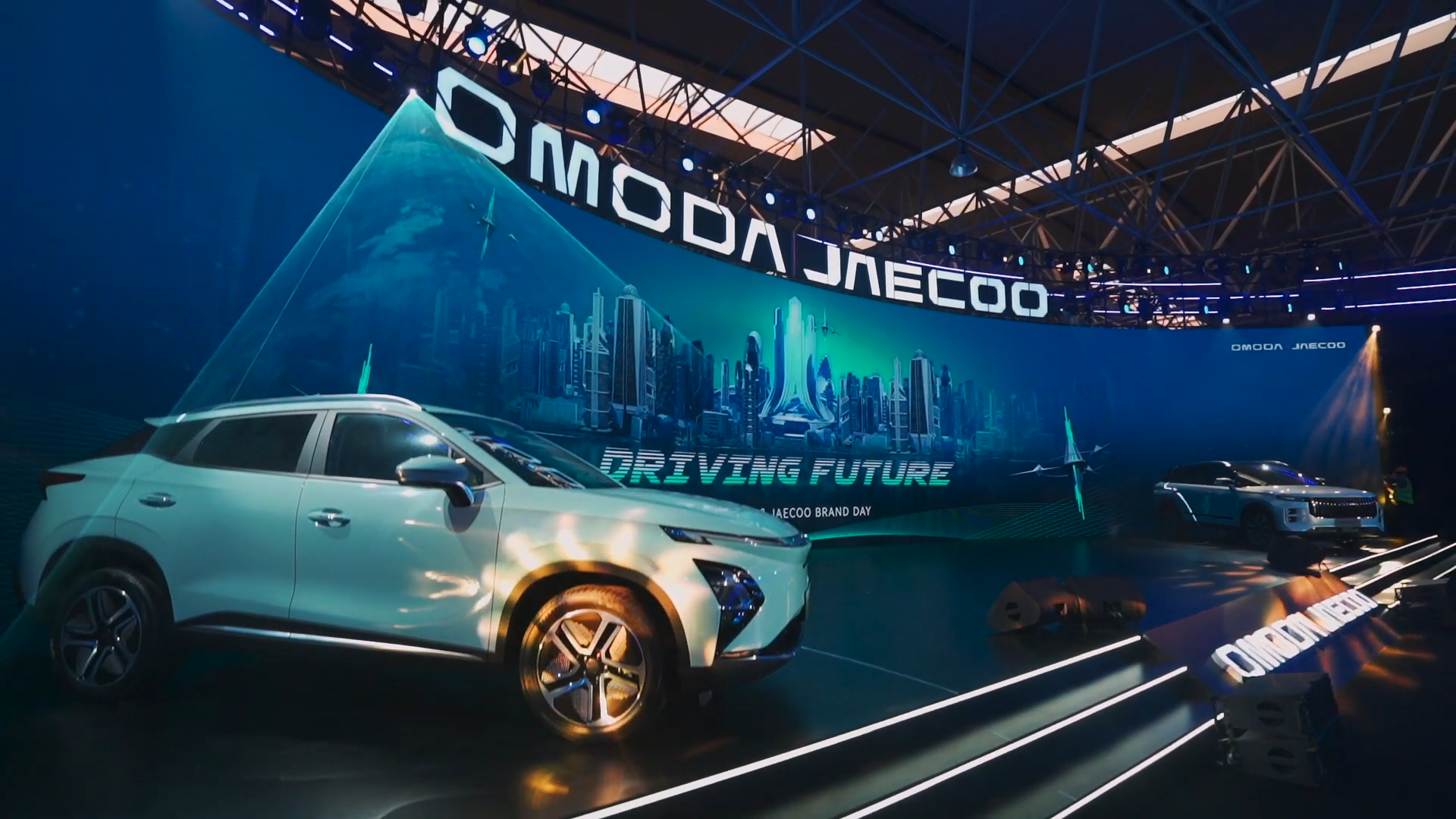
Oldalnézetből

## Műszaki adatok
Az Omoda E5 szinkron villanymotorral van felszerelve, amely az első tengelyen van elhelyezve, 150 kW (204 LE) teljesítménnyel és 340 Nm nyomatékkal. Az akkumulátor kapacitása 61 kWh.